# Presse dominicale
La presse dominicale est la presse écrite diffusée le dimanche.
Elle existe en France : Le Journal du dimanche, La Tribune dimanche, en Allemagne : Welt am Sonntag, en Suisse (SonntagsZeitung), au Royaume-Uni (The Observer), aux États-Unis (The New York Times Magazine) ainsi que dans tous les grands pays.
La presse dominicale apparait dans les dernières années du XVIIe siècle, et a dès cette époque une diffusion plus importante que la presse quotidienne.
Alors que les hebdomadaires sont en général publiés en semaine, afin de bénéficier de conditions plus favorables pour la finition et l'impression, les quotidiens du septième jour le sont le dimanche, c'est notamment le cas en France du quotidien Le Journal du dimanche,,,,,,, dont le succès a été copié par d'autres titres, en presse régionale. Cette parution le dimanche lui a permis de couvrir des événements d'actualité immédiate en réagissant à des événements du week-end et créer l'évenement par des révélations.